# 萊特脈衝雙子星
萊特脈衝雙子星（英語：Wright Pulsar Gemini）是一種由英國萊特巴士車身廠為VDL DB250底盤生產的一款低地台雙層巴士車身。
愛瑞發成為倫敦擁有最多萊特脈衝雙子星車身的巴士公司，並獨攬全數訂單。
最後一批萊特脈衝雙子星車身於2006年建造。2008年，萊特巴士為VDL巴士底盤生產Gemini 2 integral車身。

## 資料來源
- 香港巴士回顧 2011（龔嘉豪著）—尚線出版